# 475

## Nașteri
- dată necunoscută: Dionisie cel Smerit  (d. 550)
- dată necunoscută: Vitiges  (d. 542)
- dată necunoscută: Tribonian jurist antic (d. 542)

## Decese
- dată necunoscută: Theodemir  (n. ?)
- dată necunoscută: Gherasim de la Iordan  (n. ?)

## Conducători, suverani

### Asia
- China (Dinastiile de Sud și de Nord) -
  - Dinastia Liu Song - Împăratul Houfei (473–477)
  - Dinastia Wei de Nord - Împăratul Xiaowen (471–499)
- Dinastia Gupta - Kumaragupta II (467–477)
- Japonia - Împăratul Yūryaku (c.456-c.479)
- Coreea (Cele trei regate ale Coreei) -
  - Baekje
    - Gaero al Baekje (454–475)
    - Munju al Baekje (475–477)

  - Goguryeo - Jangsu al Goguryeo (413–490)
  - Silla - Jabi al Silla (458–479)
- Regatul Pallava - Skanda Varman IV (460–480)

### America
- Palenque - Casper, Ajaw al Palenque (435–487)

### Africa
- Regatul Vandal - Genseric, rege al vandalilor și al alanilor (428 – 477)